# De vioolspeler
De vioolspeler is een genrestuk van de Nederlandse kunstschilder Adriaen van Ostade uit 1673, olieverf op paneel, 45,2 × 42 centimeter groot. Het is een schoolvoorbeeld van een koddig, gemoedelijk boerentafereel, zoals dat in de Nederlandse Gouden Eeuw erg populair was. Het bevindt zich sinds 1822 in de collectie van het Mauritshuis te Den Haag.

## Context
Van Ostade was een leerling van Frans Hals en op zijn beurt – mogelijk – weer leermeester van Jan Steen. Hij specialiseerde zich in boerentaferelen, doorgaans drukke werken met veel figuren, die vaak minder realistisch waren uitgewerkt dan gebruikelijk bij de school van Rembrandt of de fijnschilders. Vaak werden ze uit het hoofd geschilderd en met name de afgebeelde personen zijn opvallend karikaturaal, alsof de spot met ze wordt gedreven. Schilders als Van Ostade hadden altijd veel aandacht voor compositie en sfeer, en gebruikten daar ook clair-obscur bij. Het kleurenpalet is ingetogen, met veel bruintinten. Werken zoals De vioolspeler waren in de zeventiende eeuw erg gewild, met name onder het gewone volk, dat in die tijd tot het koperspubliek was gaan behoren. Vaak sierden ze ook openbare gelegenheden als herbergen, een passende entourage.

## Afbeelding
De vioolspeler toont een boerengezelschap voor een herberg op het platteland. De sfeer is vrolijk en uitgelaten. Een rondtrekkende vioolspeler speelt een deuntje en een kleine jongen met een rode jas begeleidt hem vermoedelijk op een draailier. In het midden zit een man met een bierpul wijdbeens op een bankje. Een vrouw in de deuropening, mogelijk de waardin, leunt geamuseerd naar de muziek luisterend over de onderste deurhelft, terwijl twee jongere mannen, waarschijnlijk klanten, vanuit de achtergrond ook nog een glimp trachten op te vangen. Diverse kinderen hangen buiten wat rond en genieten van de drukke gezelligheid.
Van Ostade verwerkt diverse details die uitnodigen om het doek nader te bekijken. Links boven de deur prijkt een aankondiging van een veemarkt. De kruik bij de deur, waaraan reizigers een herberg herkennen, is gebroken en vormt een ophangpunt voor leidsels. De kleuter rechtsonder op het bankje is een schoen kwijt. Achter de vioolspeler staan bijenkorven onder een constructie die de overvloedig groeiende wijnstok stut, met in de schoor een spinnenweb. De hond heeft blijkbaar net met een tak zitten spelen en maakt nu contact met het jongetje op de voorgrond. Op een plank rechtsonder signeert Van Ostade het werk en dateert het op 1673.

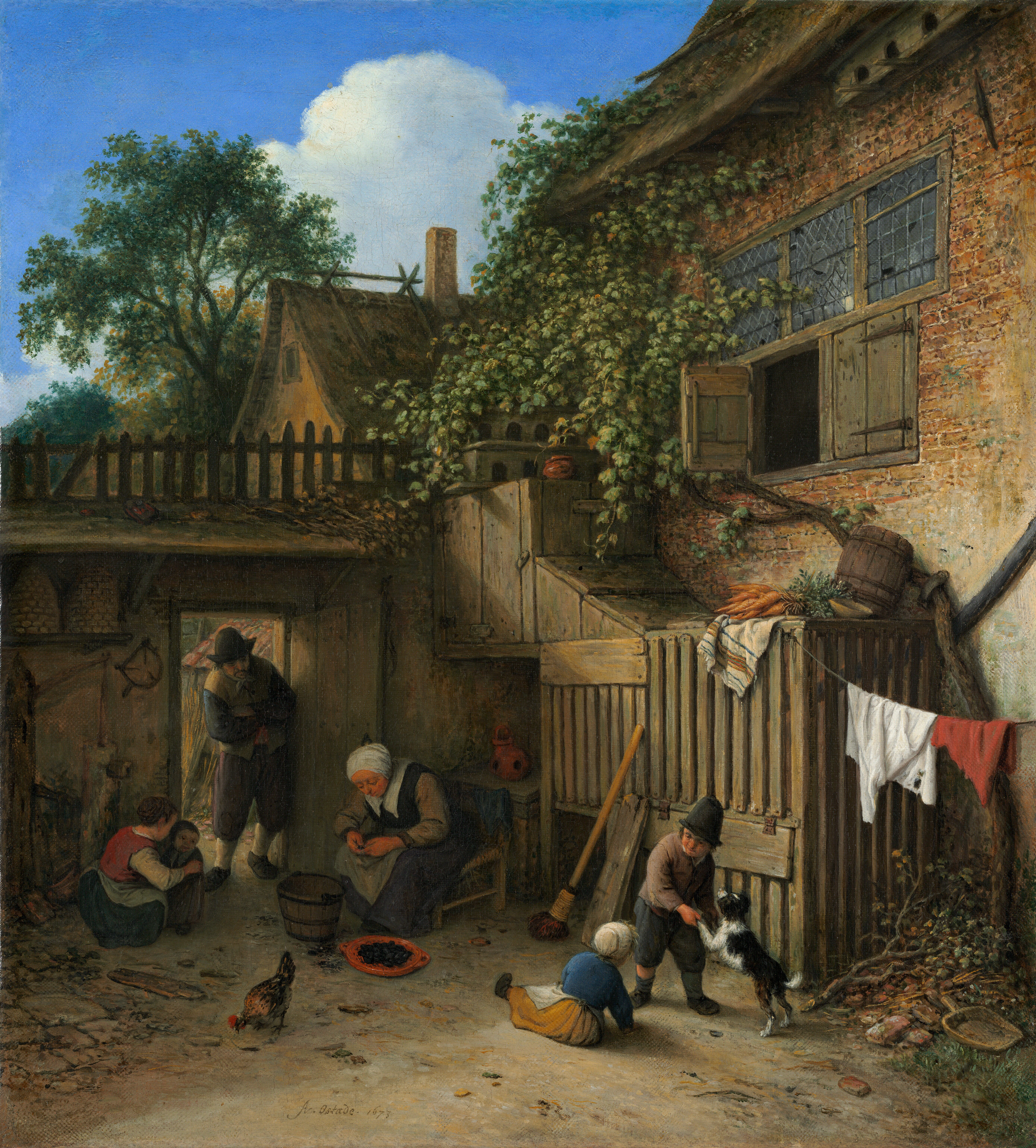
Vergelijkbaar werk uit hetzelfde jaar, bekend als The Cottage Dooryard, het huiserf

Tekortkomingen zoals gebroken ruitjes en beschadigd metselwerk geven aan dat er geen weelde heerst, maar er is genoeg en men is gemoedelijk, tevreden en welgedaan. Terwijl Van Ostade in zijn eerdere werken nogal eens moraliseerde en ruziënde en vechtende mensen afbeeldde, toont dit werk hooguit een zekere verheerlijking van het eenvoudige boerenleven.

## Historie
In 1752 belandde De vioolspeler in de collectie van kunstverzamelaar Govert van Slingelandt (1694–1767), ontvanger-generaal van Holland. In 1768 werd het uit zijn nalatenschap, als onderdeel van zijn totale verzameling, verkocht aan prins Willem V van Oranje-Nassau. Nadat in 1795 het Franse leger Nederland was binnengevallen en Willem V naar Engeland was gevlucht, werd diens schilderijenverzameling als oorlogsbuit naar Parijs overgebracht. Na de Napoleontische tijd werd het grootste deel van de verzameling teruggegeven aan koning Willem I, die het overdroeg aan het Rijk. Aanvankelijk werd de collectie, net als voor 1795, ondergebracht in de Galerij naast de Gevangenpoort, die later onderdeel zou worden van het Mauritshuis. Daar is het schilderij thans nog steeds te bezichtigen.

## Tekening
In de collectie van de Morgan Library & Museum bevindt zich een tekening van hetzelfde tafereel die eerder in 1673 gemaakt is. Dit werk zal volgens het museum zeker bedoeld zijn als zelfstandig kunstwerk, maar het werd tevens de voorstudie voor het schilderij.
Mogelijk door verkleurd vernis zijn de details op het schilderij moeilijker te zien en zijn de kleuren minder helder. Ook zijn de gezichtstrekken op de tekening duidelijker. De uitsnede van de tekening is aan alle zijden groter, zo is er achter de violist een kip te zien, die vrijwel identiek voorkomt op het schilderij van het huiserf. Aan de rechterkant heeft de fles op de vensterbank een kapotte bodem, wat op het schilderij niet zo duidelijk is.
Al met al zijn er nogal wat ondergeschikte verschillen. Enkele voorbeelden: op de tekening toont het pamflet van de veemarkt een realistisch koeienlijf terwijl de bierpul juist schematischer is; de ruit aan de rechterkant is wat rommeliger gebroken en de schade aan het pleisterwerk onder het linkse raam is iets verschillend; het spinnenweb is vrij plomp en de violist heeft nog geen veertjes aan zijn hoed. De textuur en de vorm van de objecten komen op de tekening minder goed uit, maar lijnelementen zijn duidelijker.
Van de tekening zijn in 1770 en het eerste kwart van de 19e eeuw gravures gemaakt door Cornelis Ploos van Amstel en Christian Josi.

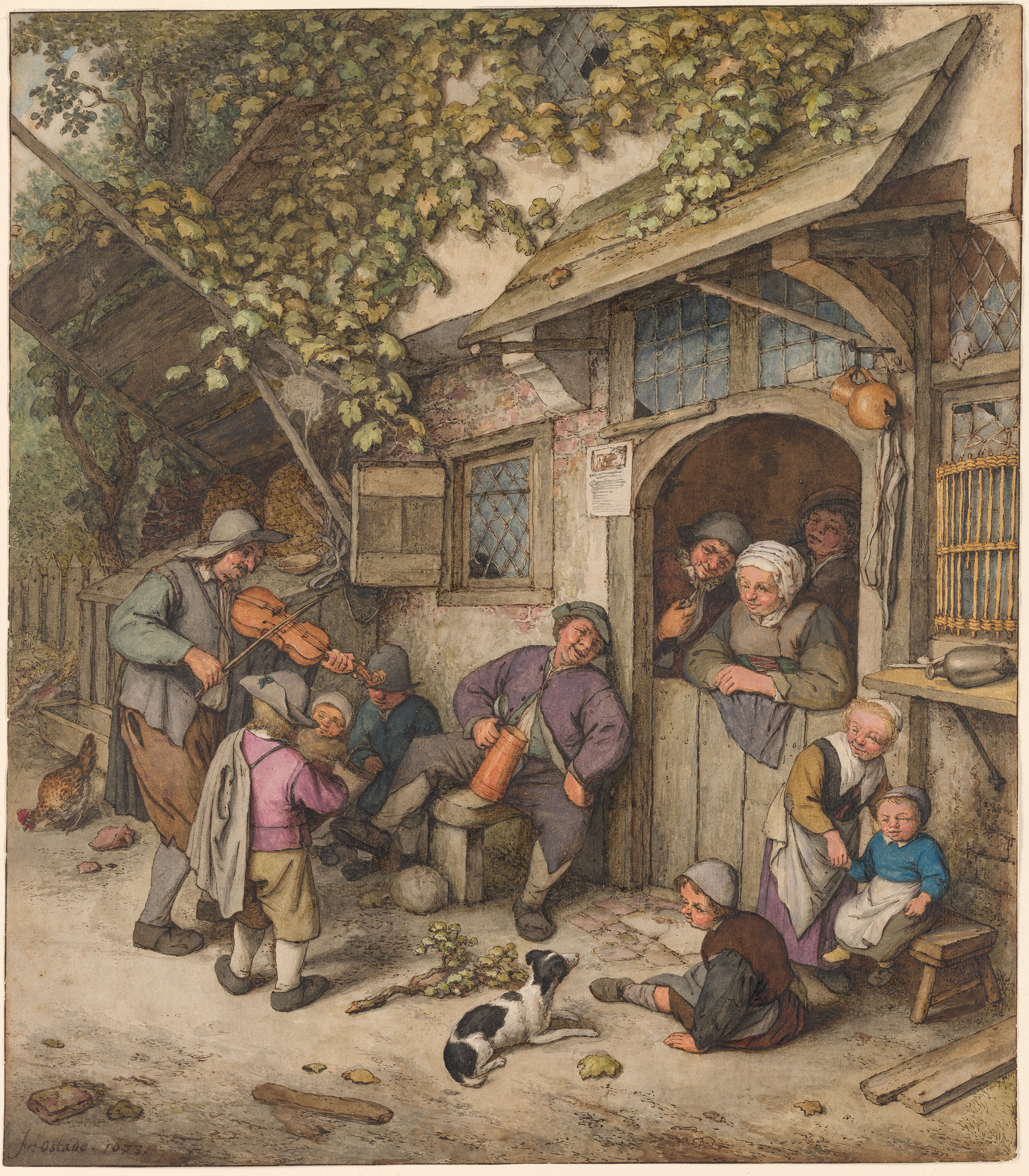
Tekening, eveneens uit 1673